# Список пассажботов Российского императорского флота
В список включены все парусные пассажботы (фр. passage переход + нем. boot лодка), состоявшие на вооружении Российского императорского флота.
Пассажботы представляли собой небольшие парусные суда, предназначавшиеся для перевозки пассажиров, почты и срочных грузов. В составе Российского императорского флота суда данного типа появились в начале XIX века. Применялись для поддержки связи между базами флота и эскадрами, доставки приказов и донесений, перевозки пассажиров и грузов.
В первой половине XIX века пассажботы использовались для организации регулярного пассажирского сообщения между Санкт-Петербургом и Кронштадтом, пока не были заменены паровыми судами. О начале регулярного сообщения было сделано такое объявление:

Учреждённые для перевозу разного звания людей с их экипажем между Санкт-Петербургом и Кронштадтом пассажботы, отныне отправляться будут весною и осенью, то есть с открытия вод по 1 число 1 июля и с 15 августа до закрытия вод, один пассажбот в 9, а другой в 8, а летом с 1 июля по 15 августа, один в 11, а другой в 9 пополуночи, с платою за перевоз офицеров и нижних чинов воинской службы по 15 коп., с духовных, с дворян и всякого рода людей по 50 коп. с человека, а клади и экипажей по 10 коп. с пуда. Станция их в Санкт-Петербурге у Исакиевского моста, в Кронштадте у Итальянского пруда— 
На российских пассажботах использовался специализированный флаг, представлявший собой белое полотнище, на котором изображён пассажбот под парусами.

## Легенда
Список судов представлен в порядке очередности их спуска на воду, в рамках одного года — по алфавиту. Ссылки на источники информации для каждой строки таблицы списка и комментариев, приведённых к соответствующим строкам, сгруппированы и располагаются в столбце Примечания
Таблица:
- Наименование — имя судна.
- Размер — длина и ширина судна в метрах.
- Осадка — осадка судна (глубина погружения в воду) в метрах.
- Верфь — верфь постройки судна.
- Корабельный мастер — фамилия мастера, построившего или руководившего постройкой судна.
- Год включения в состав флота — год начала службы в составе флота.
- Год вывода из состава флота — год завершения службы в составе флота.
- История службы — основные места, даты и события.
- Примечания — ссылки на источники.
- н/д — нет данных.

Сортировка может проводиться по любому из выбранных столбцов таблицы, кроме столбцов История службы и Примечания.

## Список судов
В разделе приведены все пассажботы, входившие в состав Российского императорского флота. Несли службу только в составе Балтийского флота.
| Наименование    | Размер                                                                             | Осадка                                                                             | Верфь                                                                              | Мастер                                                                             | Вх.                                          | Вых.                                         | История службы | Прим.                                                 |
| --------------- | ---------------------------------------------------------------------------------- | ---------------------------------------------------------------------------------- | ---------------------------------------------------------------------------------- | ---------------------------------------------------------------------------------- | -------------------------------------------- | -------------------------------------------- | --- | ----------------------------------------------------- |
| Дельфин         | 13,7 x 4,6                                                                         | 2,4                                                                                | Галерный порт Санкт-Петербурга                                                     | Лукин                                                                              | 1803                                         | 1819                                         | Сведений о плаваниях пассажботов не сохранилось. По окончании службы оба пассажбота были разобраны в Кронштадте. | [ 7 ] [ 8 ]                                           |
| Санкт-Петербург | 13,7 x 4,6                                                                         | 2,4                                                                                | Галерный порт Санкт-Петербурга                                                     | Лукин                                                                              | 1803                                         | 1819                                         | Сведений о плаваниях пассажботов не сохранилось. По окончании службы оба пассажбота были разобраны в Кронштадте. | [ 7 ] [ 8 ]                                           |
| Бегун           | Сведений о конструкции судов не сохранилось                                        | Сведений о конструкции судов не сохранилось                                        | Кронштадтская верфь                                                                | Сведений о корабельных мастерах, построивших суда, не сохранилось                  | 1804                                         | 1812                                         | В 1809 году совершил плавание из Ревеля в Або. Прочих сведений о плаваниях пассажбота не сохранилось. По окончании службы был разобран. | [ 7 ] [ 8 ] [ 9 ]                                     |
| Сокол           | Сведений о конструкции судов не сохранилось                                        | Сведений о конструкции судов не сохранилось                                        | Кронштадтская верфь                                                                | Сведений о корабельных мастерах, построивших суда, не сохранилось                  | 1804                                         | 1812                                         | Сведений о плаваниях пассажбота не сохранилось. По окончании службы был разобран. | [ 7 ] [ 8 ]                                           |
| Белка           | 13,7 x 4,6                                                                         | 2,5                                                                                | Главное адмиралтейство                                                             | А. И. Мелихов                                                                      | Сведений о годах службы судов не сохранилось | Сведений о годах службы судов не сохранилось | Сведений о плаваниях пассажботов не сохранилось. | [ 7 ] [ 8 ]                                           |
| Куропатка       | 14 x 4,6                                                                           | 2,2                                                                                | Главное адмиралтейство                                                             | А. И. Мелихов                                                                      | Сведений о годах службы судов не сохранилось | Сведений о годах службы судов не сохранилось | Сведений о плаваниях пассажботов не сохранилось. | [ 7 ] [ 8 ]                                           |
| Дельфин         | Сведений о конструкции судов не сохранилось                                        | Сведений о конструкции судов не сохранилось                                        | Главное адмиралтейство                                                             | В. И. Берков                                                                       | 1819                                         | 1830                                         | Сведений о плаваниях пассажботов не сохранилось. По окончании службы все пассажботы были разобраны в Санкт-Петербурге. | [ 7 ] [ 8 ] [ 10 ]                                    |
| Санкт-Петербург | Сведений о конструкции судов не сохранилось                                        | Сведений о конструкции судов не сохранилось                                        | Главное адмиралтейство                                                             | В. И. Берков                                                                       | 1819                                         | 1832                                         | Сведений о плаваниях пассажботов не сохранилось. По окончании службы все пассажботы были разобраны в Санкт-Петербурге. | [ 7 ] [ 8 ] [ 10 ]                                    |
| Лидия           | Сведений о конструкции судов не сохранилось                                        | Сведений о конструкции судов не сохранилось                                        | Охтенская верфь                                                                    | В. Ф. Стокке                                                                       | 1825                                         | 1836                                         | Сведений о плаваниях пассажботов не сохранилось. По окончании службы все пассажботы были разобраны в Санкт-Петербурге. | [ 7 ] [ 8 ] [ 11 ]                                    |
| Лизета          | Сведений о конструкции судов не сохранилось                                        | Сведений о конструкции судов не сохранилось                                        | Охтенская верфь                                                                    | В. Ф. Стокке                                                                       | 1825                                         | н/д                                          | В 1826 и 1827 годах на пассажботе выполнялась опись шхер от Свеаборга до Або и Аландских островов. В 1828 году выходил в плавания между портами Финского залива. В 1829 года пассажбот использовался для описи и промеров Штеттинского рейда. По окончании службы был продан в Свинемюнде. | [ 11 ] [ 12 ] [ 13 ] [ 14 ]                           |
| Муетта          | Сведений о конструкции судов не сохранилось                                        | Сведений о конструкции судов не сохранилось                                        | Охтенская верфь                                                                    | В. Ф. Стокке                                                                       | 1825                                         | н/д                                          | Сведений о плаваниях пассажбота не сохранилось. | [ 15 ]                                                |
| Струя           | Сведений о конструкции судна, месте постройки и корабельном мастере не сохранилось | Сведений о конструкции судна, месте постройки и корабельном мастере не сохранилось | Сведений о конструкции судна, месте постройки и корабельном мастере не сохранилось | Сведений о конструкции судна, месте постройки и корабельном мастере не сохранилось | 1834                                         | н/д                                          | В 1834, 1835, 1839 и 1842 годах совершал плавания между Санкт-Петербургом, Петергофом и Кронштадтом в целях практики кадет Морского корпуса в составе отрядов. В 1838 году использовался в качестве плавучего маяка на Елагинском фарватере. В 1843 году подвергся тимберовке, а 1844, 1845, 1847 и 1848 годах нёс брандвахтенную службу на Северном фарватере Кронштадта. В 1853 году находился в порту Кронштадта.                                                                                             | [ 7 ] [ 8 ] [ 16 ] [ 17 ] [ 18 ] [ 19 ] [ 20 ] [ 21 ] |
| Павлин          | 15,7 x 4,9                                                                         | 2,3                                                                                | Охтенская верфь                                                                    | И. А. Амосов                                                                       | 1836                                         | 1853                                         | В кампанию 1842 года подвергся тимберовке, а в 1843 году совершал плавания в Финском заливе и финляндских шхерах. В 1845 году пассажбот был переоборудован в яхту. В 1845 году яхта выходила в плавания в Финский залив, а в 1849 и 1850 годах совершала плавания между Санкт-Петербургом, Петергофом, Ораниенбаумом и Кронштадтом. В 1849 и 1851 годах также несла брандвахтенную службу на Северном фарватере Кронштадта. В 1853 году находилась в порту Кронштадта, где по окончании службы и была разобрана. | [ 20 ] [ 22 ] [ 23 ] [ 24 ] [ 25 ] [ 26 ] [ 27 ]      |
| Пеликан         | 15,7 x 4,9                                                                         | 2,3                                                                                | Охтенская верфь                                                                    | И. А. Амосов                                                                       | 1836                                         | 1853                                         | C 1845 по 1847 год выходил в плавания в Финский залив. В 1853 году находился в порту Кронштадта, где по окончании службы и был разобран. | [ 7 ] [ 8 ] [ 20 ] [ 28 ] [ 29 ]                      |

### Комментарии
1. ↑  Начиная со 2 (14) мая 1806 года.
2. ↑  В Санкт-Петербурге станция пассажботов располагалась у Исаакиевского наплавного моста, а в Кронштадте — у Итальянского пруда.
3. 1 2  Пассажботы «Дельфин» и «Санкт-Петербург» строились по одному проекту, тип «Дельфин» 1803 года постройки.
4. 1 2  Пассажботы «Бегун» и «Сокол» строились по одному проекту, тип «Бегун».
5. 1 2  Пассажботы «Дельфин» и «Санкт-Петербург» строились по одному проекту, тип «Дельфин» 1819 года постройки. Пассажбот «Санкт-Петербург» в некоторых документах назывался «Петербургом».
6. ↑  Или «Лизетта». В большинстве источников числился яхтой.
7. ↑  В десятом томе «Общего морского списка» Ф. Ф. Веселаго однажды упоминается как пакетбот.
8. 1 2  Пассажботы «Павлин» и «Пеликан» строились по одному проекту, тип «Павлин».